# Linares (rivière)
Pour les articles homonymes, voir Linares.
Linares est une rivière d'Espagne, de la Communauté autonome de La Rioja. La rivière Linares est un affluent de la rivière Alhama, qui à son tour se jette dans l'Èbre.

## Géographie
Elle aboutit près de Cervera sur la Rivière Alhama (La Rioja).